# Esqui cross-country nos Jogos Olímpicos de Inverno de 1984
O esqui cross-country nos Jogos Olímpicos de Inverno de 1984 consistiu de quatro eventos para homens e quatro eventos para mulheres realizados entre 9 e 19 de fevereiro em Sarajevo, na então Iugoslávia.
A prova de 20 quilômetros feminina foi incluída no programa olímpico nessa edição.

## Medalhistas
Masculino
| Evento                       | Ouro                                                              | Prata                                                                                     | Bronze                                                                |
| ---------------------------- | ----------------------------------------------------------------- | ----------------------------------------------------------------------------------------- | --------------------------------------------------------------------- |
| 15 km detalhes               | Gunde Svan SWE Suécia                                             | Aki Karvonen FIN Finlândia                                                                | Harri Kirvesniemi FIN Finlândia                                       |
| 30 km detalhes               | Nikolay Zimyatov URS União Soviética                              | Alexander Zavyalov URS União Soviética                                                    | Gunde Svan SWE Suécia                                                 |
| 50 km detalhes               | Thomas Wassberg SWE Suécia                                        | Gunde Svan SWE Suécia                                                                     | Aki Karvonen FIN Finlândia                                            |
| Revezamento 4x10 km detalhes | Thomas Wassberg Benny Kohlberg Jan Ottosson Gunde Svan SWE Suécia | Alexander Batyuk Alexander Zavyalov Vladimir Nikitin Nikolay Zimyatov URS União Soviética | Kari Ristanen Juha Mieto Harri Kirvesniemi Aki Karvonen FIN Finlândia |

Feminino
| Evento                      | Ouro                                                                      | Prata                                                                           | Bronze                                                                              |
| --------------------------- | ------------------------------------------------------------------------- | ------------------------------------------------------------------------------- | ----------------------------------------------------------------------------------- |
| 5 km detalhes               | Marja-Liisa Hämäläinen FIN Finlândia                                      | Berit Aunli NOR Noruega                                                         | Květa Jeriová TCH Checoslováquia                                                    |
| 10 km detalhes              | Marja-Liisa Hämäläinen FIN Finlândia                                      | Raisa Smetanina URS União Soviética                                             | Britt Pettersen NOR Noruega                                                         |
| 20 km detalhes              | Marja-Liisa Hämäläinen FIN Finlândia                                      | Raisa Smetanina URS União Soviética                                             | Anne Jahren NOR Noruega                                                             |
| Revezamento 4x5 km detalhes | Inger Helene Nybråten Anne Jahren Britt Pettersen Berit Aunli NOR Noruega | Dagmar Švubová Blanka Paulů Gabriela Svobodová Květa Jeriová TCH Checoslováquia | Pirkko Määttä Eija Hyytiäinen Marjo Matikainen Marja-Liisa Hämäläinen FIN Finlândia |

## Quadro de medalhas
| Ordem | País                | Medalha de ouro | Medalha de prata | Medalha de bronze |    |
| ----- | ------------------- | --------------- | ---------------- | ----------------- | -- |
| 1     | FIN Finlândia       | 3               | 1                | 4                 | 8  |
| 2     | SWE Suécia          | 3               | 1                | 1                 | 5  |
| 3     | URS União Soviética | 1               | 4                |                   | 5  |
| 4     | NOR Noruega         | 1               | 1                | 2                 | 4  |
| 5     | TCH Checoslováquia  |                 | 1                | 1                 | 2  |
| TOTAL | TOTAL               | 8               | 8                | 8                 | 24 |